# وویچیخ کوالچیک
وویچیخ کوالچیک (لهستانی: Wojciech Kowalczyk؛ زادهٔ ۱۴ آوریل ۱۹۷۲) بازیکن فوتبال اهل لهستان بود.
از باشگاه‌هایی که در آن بازی کرده‌است می‌توان به باشگاه فوتبال لگیا ورشو، باشگاه فوتبال رئال بتیس، باشگاه فوتبال آپوئل، باشگاه فوتبال لاس پالماس، و باشگاه فوتبال آنورتوسیس فاماگوستا اشاره کرد.
وی همچنین در تیم ملی فوتبال لهستان بازی کرده‌است.
وی در مسابقات کشوری و بین‌المللی در مجموع برندهٔ ۱ مدال نقره شده‌است.